# Referéndum constituyente de Venezuela de 1999
El referéndum constituyente de Venezuela de 1999, también conocido como Referéndum para la Convocatoria de una Asamblea Nacional Constituyente, fue una consulta popular de carácter vinculante celebrada el 25 de abril de 1999. La iniciativa fue impulsada por el entonces presidente Hugo Chávez con el objetivo de reemplazar la Constitución vigente desde 1961.
La consulta incluyó dos preguntas: la primera sobre la convocatoria de una Asamblea Nacional Constituyente, y la segunda sobre las bases para su funcionamiento. El resultado fue favorable a la propuesta del Ejecutivo, con más del 80 % de votos a favor en ambas preguntas, aunque con una participación del 37,65 %. La consulta abrió el camino a la elección de la Asamblea Nacional Constituyente, que redactó la Constitución de 1999, aprobada posteriormente en otro referéndum.

## Antecedentes
Durante la campaña presidencial de 1998, Hugo Chávez propuso la redacción de una nueva Constitución como parte de un proyecto de “refundación de la República”. Su propuesta incluía la convocatoria a un referéndum que autorizara la elección de una Asamblea Nacional Constituyente, con el fin de sustituir el ordenamiento jurídico vigente desde 1961.

## Convocatoria y marco legal
La convocatoria al referéndum se realizó mediante decreto presidencial. La Corte Suprema de Justicia autorizó la consulta tras analizar una solicitud de interpretación constitucional presentada por la organización FUNDAHUMANOS, dirigida por el exdiputado Enrique Ochoa Antich. Una vez aprobada, el Consejo Nacional Electoral revisó y modificó las preguntas del referéndum, estableciendo su redacción final.

## Asamblea Nacional Constituyente
Los miembros de la Asamblea Nacional Constituyente serían elegidos mediante sufragio directo, universal y secreto. La Asamblea dispondría de un plazo máximo de seis meses para sesionar y redactar un nuevo texto constitucional. Una vez instalada, contaría con plenos poderes para llevar a cabo este proceso, en consulta con diversos sectores de la sociedad venezolana.
Al concluir su labor, la Asamblea debía entregar el proyecto de Constitución al Poder Ejecutivo, que tendría la responsabilidad de convocar un referéndum para su aprobación popular, en un plazo no menor a 30 días después de la aprobación del texto por parte de la Asamblea.

## Preguntas de la consulta y resultados
La consulta se estructuró en dos preguntas:

### Pregunta 1
«¿Convoca usted una Asamblea Nacional Constituyente con el propósito de transformar el Estado y crear un nuevo ordenamiento jurídico que permita el funcionamiento de una Democracia Social y Participativa?»
|  | 87,75 % |

|  | 7,26 % |

|  | 95,01 % |

|  | 4,80 % |

|  | 100 % |

|  | 37,65 % |

|  | 62,35 % |

### Pregunta 2
«¿Está usted de acuerdo con las bases propuestas por el Ejecutivo Nacional para la Convocatoria a la Asamblea Nacional Constituyente, examinadas y modificadas por el Consejo Nacional Electoral en sesión de fecha 24 de marzo de 1999 y publicada en su texto íntegro, en la Gaceta Oficial de la República de Venezuela № 36.669 de fecha Marzo, 25 de 1999?»
|  | 81,74 % |

|  | 12,75 % |

|  | 95,66 % |

|  | 4,80 % |

|  | 100 % |

|  | 37,65 % |

|  | 62,35 % |